# Howard Gordon
Howard Gordon (Nova Iorque, 31 de março de 1961) é um roteirista e produtor de televisão norte-americano, mais conhecido por seu trabalho nas séries Beauty and the Beast, The X-Files, 24 e Homeland.

## Vida e carreira
Gordon nasceu em Nova Iorque. Depois de se formar na Universidade de Princeton em 1984, ele e seu amigo Alex Gansa foram para Los Angeles para tentar uma carreira como roteirista.
Seu primeiro roteiro foi para a série The Wizard, em 1986, escrito junto com Gansa. Após vários roteiros escritos para a série Spenser: For Hire, os dois foram contratados para escrever a série Beauty and the Beast. Posteriormente eles também se tornaram produtores.
Depois do fim da série, Gordon e Gansa assinaram um contrato de dois anos com a Witt-Thomas Productions, produzindo vários episódios pilotos. Um deles foi Counrty Estates, que chamou a atenção do produtor Chris Carter. Pouco depois eles se juntaram a equipe de The X-Files como roteiristas e produtores. Gordon deixou a série em 1997.
Depois de escrever um episódio de Buffy the Vampire Slayer, Gordon criou sua própria série, Strange World, em 1999. A série teve apenas treze episódios e logo ele se juntou a série Angel. Após dois anos ele saiu do programa e se juntou a equipe de 24, escrevendo vários episódios das duas primeiras temporadas e criando todos os arcos da terceira e da quarta. Ele deixou a 24 temporariamente em 2004 para ir trabalhar em The Inside, porém voltou em 2006 como showrunner, mantendo esse cargo até o final do programa. Por 24, Gordon venceu um Primetime Emmy Award de Melhor Série Dramática em 2006.
Após o fim de 24, Gordon criou com Gansa a série Homeland, trabalhando como roteirista, produtor e showrunner. Em 2012, ele venceu seu segundo Emmy de Melhor Série Dramática e o primeiro para Melhor Roteiro em Série Dramática.